# خلالة باستورية
خلالة باستورية (الاسم العلمي: Acetobacter pasteurianus) هي نوع من البكتيريا يتبع جنس الخلالة من الفصيلة الخلالية.